# Ferdinand Stransky
Ferdinand Stransky (* 16. September 1904 in Viehofen bei St. Pölten; † 30. Dezember 1981 in Katzelsdorf bei Tulln) war ein österreichischer Maler.
Stransky verbrachte seine Jugend im ländlichen Viehofen. Er wurde mit fünf Jahren Waise und wuchs fortan bei seiner Großmutter auf. 1919 bis 1923 besuchte er die Restauratorenschule an der Wiener Akademie der bildenden Künste und studierte bei Serafin Maurer. Nach seinem Studium arbeitete Stransky hauptsächlich als Restaurator. Seine eigene künstlerische Produktion war von der Oskar Kokoschkas beeinflusst. Auf Empfehlung des Bildhauers Georg Ehrlich wurde Stransky 1937 in den Hagenbund aufgenommen.
Nach 1945 war Stransky weiter als Restaurator tätig, war aber auch Mitgründer der Künstlervereinigung „Der Kreis“ und Mitglied der Secession. Gefördert von namhaften Kunsthistorikern wie Otto Benesch konnte Stransky 1957 an den Biennale von São Paulo und 1963 in Tokio teilnehmen.

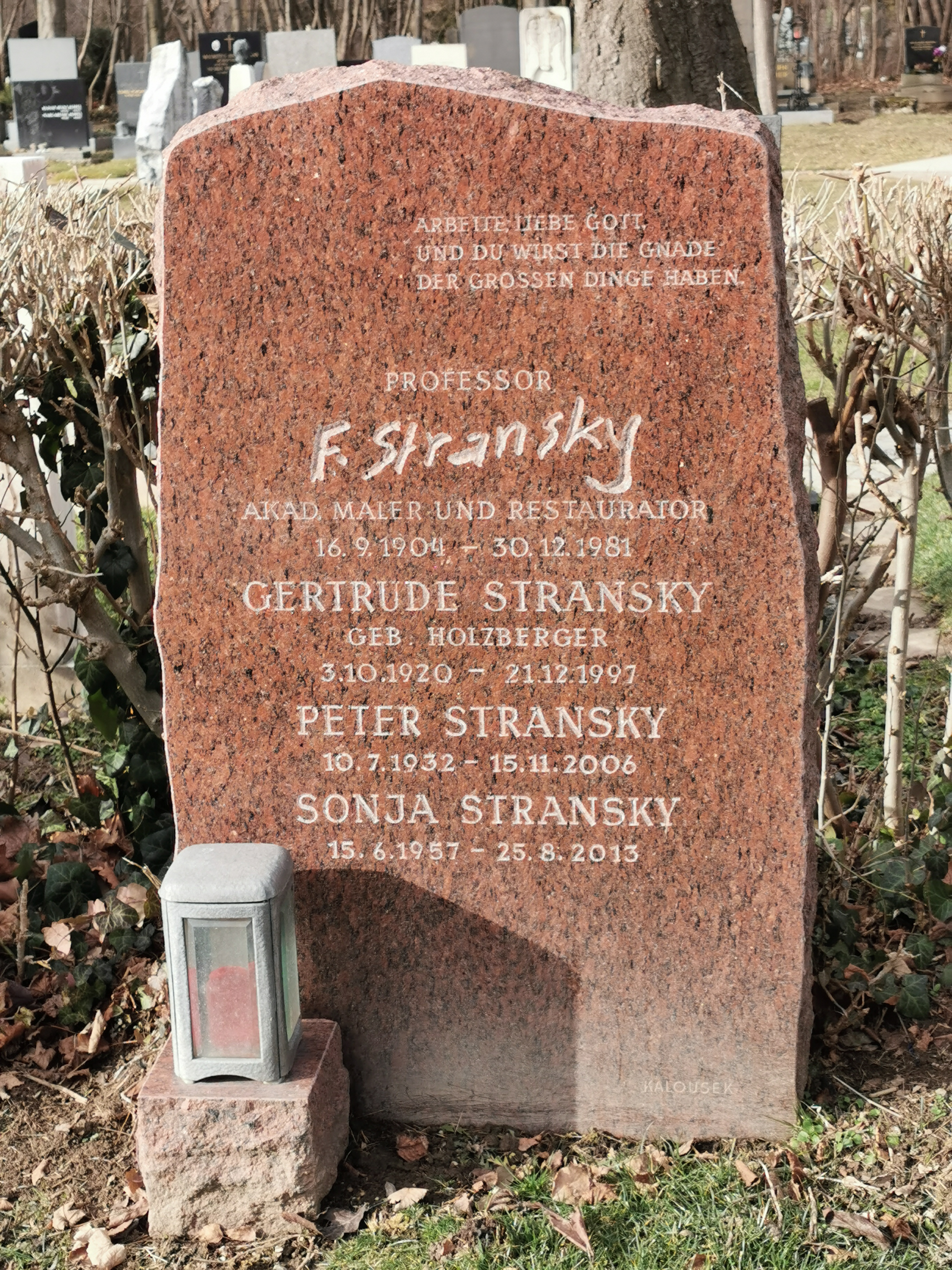
Grabstätte

Er ist auf dem Wiener Zentralfriedhof in der Ehrengrabgruppe bestattet.

## Ehrungen
- 1962 Preis der Stadt Wien für Bildende Kunst
- 1973 Österreichischer Kunstpreis für Bildende Kunst
- Ehrengrab am Wiener Zentralfriedhof[1]
- Ferdinand-Stransky-Straße in St. Pölten-Viehofen[2]
- Ferdinand-Stransky-Weg in Wien-Donaustadt (22. Bezirk)